# 北海道道51号津別陸別線
北海道道51号津別陸別線（ほっかいどうどう51ごう つべつりくべつせん）は、北海道網走郡津別町と足寄郡陸別町を結ぶ北海道道（主要地方道）である。

## 概要

### 路線データ
- 起点：北海道網走郡津別町字双葉（国道240号交点）
- 終点：北海道足寄郡陸別町陸別本通1丁目（国道242号・北海道道502号斗満陸別停車場線交点）

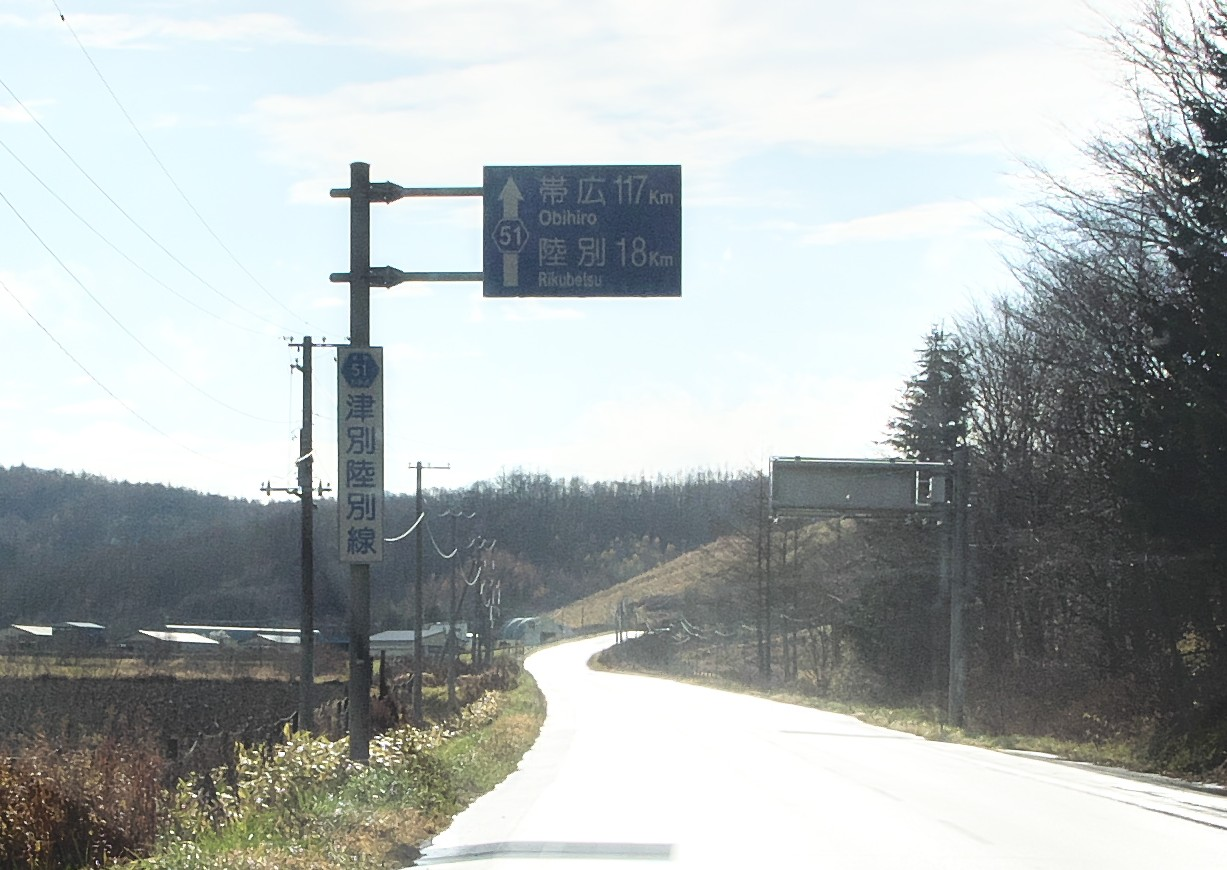
北海道道51号津別陸別線

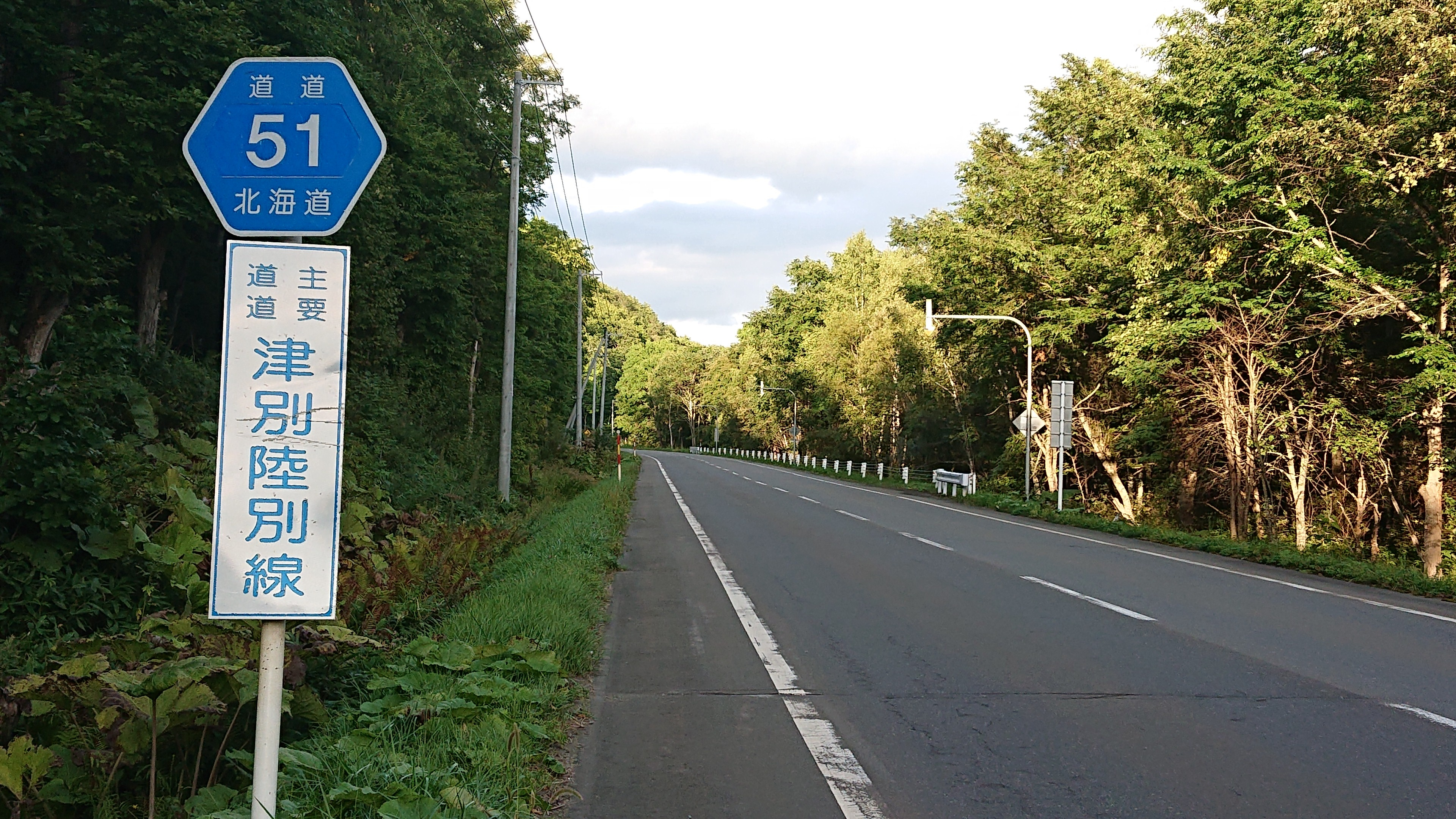
北海道道51号津別陸別線

- 総延長：31.720 km[1]
- 実延長：30.950 km[1]
- 重用延長：0.770 km[1]

## 歴史
- 1957年（昭和32年）7月25日 - 273号として路線認定[2]。
- 1993年（平成5年）5月11日 - 建設省から、道道津別陸別線が津別陸別線として主要地方道に指定される[3]。
- 1994年（平成6年）10月1日 - 路線番号変更[4]。

## 路線状況

### 重複区間
- 北海道道143号北見白糠線：陸別町陸別本通2丁目 - 陸別町陸別本通1丁目・終点

### 道路施設
主な橋梁
- 作集橋
- 勝木禽橋

## 地理

### 通過する自治体
- オホーツク総合振興局
  - 網走郡津別町
- 十勝総合振興局
  - 足寄郡陸別町

### 交差する道路
津別町
- 国道240号 - 双葉（起点）
- 北海道道682号二又北見線 - 二又

陸別町
- 北海道道143号北見白糠線 - 陸別本通2丁目（重複）
- 国道242号 - 陸別本通1丁目（終点）
- 北海道道502号斗満陸別停車場線 - 陸別本通1丁目（終点）

### 沿線にある施設など
陸別町
- 陸別町立陸別中学校
- 陸別町立陸別小学校